# Chiesa di Sant'Andrea (Venezia, Torcello)
La chiesa di Sant'Andrea era un antico edificio religioso, oggi scomparso, dell'isola lagunare di Torcello.

## Storia
La tradizione afferma che Sant'Andrea fu costruita attorno al VII secolo dai profughi altinati in ricordo di un omonimo oratorio di terraferma, dove il vescovo sant'Eliodoro aveva traslato il braccio di san Giacomo Maggiore. Scarsissime le notizie storiche e artistiche; secondo alcuni studiosi, le era annesso un monastero. Scomparve nel corso del XV secolo: il 29 luglio 1429 una ducale di Francesco Foscari stabiliva il divieto di trafugare materiale edile dalle rovine di Sant'Andrea, norma che fu in seguito confermata e inasprita. Flaminio Corner, storico della metà del Settecento, riferisce che ai suoi tempi se ne potevano ancora vedere le vestigia.

## Resti
Nel 1823 l'area di Sant'Andrea è stata oggetto di una campagna di scavi condotti dall'ing. Giovanni Casoni. Dalle indagini emersero le fondamenta di un edificio ottagonale, caso assolutamente unico nell'architettura lagunare dell'epoca.
Alcune relazioni successive (Giovanni Davide Weber) parlano invece un "tempio poligono bislungo", ma si tratterebbe di informazioni falsate per avallare la tesi sull'esistenza di un luogo di culto pagano.